# Geraldo Teixeira
Aladim, właśc. Geraldo Teixeira (ur. 5 maja 1937 w Natal) – piłkarz brazylijski, występujący na pozycji napastnika.

## Kariera klubowa
W czasie kariery piłkarskiej Aladim grał w klubie Bangu AC w latach 1964–1970. Z Bangu zdobył mistrzostwo stanu Rio de Janeiro – Campeonato Carioca w 1966 roku. Ogółem w barwach Bangu wystąpił w 142 meczach i strzelił 45 bramek.

## Kariera reprezentacyjna
W 1964 roku Aladim uczestniczył w Igrzyskach Olimpijskich w Tokio. Na turnieju Aladim był rezerwowym zawodnikiem i nie wystąpił w żadnym meczu reprezentacji Brazylii.